# 지력산 동백사지
지력산 동백사지는 전라남도 진도군 지산면 와우리에 있는 고려시대의 절 터이다. 2001년 10월 30일 진도군의 향토문화유산(유형유산) 제3호로 지정되었다.

## 개요
지력산은 진도군 지산면 와우리에 있고 이 산에 동백사지가 있다. 동백사지에 대한 창건 및 폐사와 관련한 유래에 대해서는 알 수 없지만 전해오는 것에 따르면, 고려 초에 창건되었던 지산면 내에서는 가장 큰 절이었으나 한 스님이 산의 지맥을 절단하여 폐사되었다고 한다. 당시 천마가 있는 힘을 다해 비상하려고 박차고 뛰어오르던 바위가 지금의 말발굽바위라 전한다. 그 바위에는 한 개의 깊은 말발굽이 남아 있다. 이는 말발굽바위의 지형이 천마기풍(天馬祈風)이라는 명당인데 천마의 목에 해당하는 곳을 자르게 되어 나타난 일이라고 한다.